# Río Cifuentes (Tajo)
El río Cifuentes es un curso de agua del interior de la península ibérica, afluente del Tajo por la derecha.

## Curso
Nace en el municipio español de Cifuentes, perteneciente la provincia de Guadalajara, en un manantial a los pies del castillo mandado a construir en 1324 por el infante don Juan Manuel junto a la localidad. El río atraviesa los términos municipales de Cifuentes, por los pueblos de Gárgoles de Arriba y Gárgoles de Abajo, y de Trillo, donde desemboca en el río Tajo en cascada. Aunque es de corta longitud, el río Cifuentes cuenta con un gran caudal. Presenta gran cantidad de vegetación en sus orillas, así como truchas. A su paso hay dos molinos de agua.